# Comuna Buzova, Kiev-Sveatoșîn
Buzova (în ucraineană Бузова) este o comună în raionul Kiev-Sveatoșîn, regiunea Kiev, Ucraina, formată din satele Bucea, Buzova (reședința), Hmilna, Hurivșciîna și Liubîmivka.

## Demografie
Componența lingvistică a comunei Buzova
     Ucraineană (95,41%)
     Rusă (4,26%)
     Alte limbi (0,11%)
Conform recensământului din 2001, majoritatea populației comunei Buzova era vorbitoare de ucraineană (95,41%), existând în minoritate și vorbitori de rusă (4,26%).